# Direttiva apparecchi a pressione
La direttiva attrezzature a pressione, comunemente detta PED (dalla denominazione in lingua inglese Pressure Equipment Directive), è una direttiva dell'Unione europea 2014/68/UE.
Essa disciplina la progettazione, la costruzione, l'equipaggiamento e l'installazione in sicurezza di attrezzature in pressione, in modo analogo alle norme statunitensi ASME Boiler and Pressure Vessels Code, Divisione VIII Sezioni 1 e 2. Segue la precedente direttiva 97/23/CE del 29 maggio 1997 per il ravvicinamento delle legislazioni degli Stati membri in materia di attrezzature a pressione.

## Applicazione
Rientrano nel campo di applicabilità della direttiva ad esempio le tubazioni, le valvole idrauliche, e recipienti soggetti ad una pressione relativa maggiore di 0,5 bar, escluse le macchine.
Le apparecchiature in pressione, con pressione uguale o inferiore a 0,5 bar sono quindi comunque escluse dalla applicazione della normativa.
Se invece con pressione superiore occorre valutare se queste rientrano nel campo di applicazione della norma, ovvero se non vi rientrano.
Nel caso rientrino nel campo di applicazione, le attrezzature in pressione devono soddisfare i requisiti essenziali enunciati nell'Allegato I della Direttiva e devono poi riportare la marcatura CE, seguita dal numero di notifica dell'Organismo Notificato.
La PED riguarda solo l'immissione sul mercato comunitario delle attrezzature in pressione, ma non dà indicazioni in merito ai requisiti relativi all'esercizio e manutenzione delle stesse, che sono definiti dai regolamenti nazionali.

## Principali elementi
La normativa ha introdotto il concetto di Organismo notificato (assente nelle normative precedenti sul settore degli apparecchi a pressione) quale ente certificatore per le attività di costruzione delle apparecchiature a pressione.
La nomenclatura è, inoltre, corredata di indicazioni specifiche come "attrezzature a pressione", intendendo ogni parte soggetta a una pressione interna (tubazioni, apparecchi a pressione, etc), accessori a pressione ed accessori di sicurezza, cioè mezzi volti a limitare la pressione in determinate circostanze.
La PED identifica come responsabile unico del processo produttivo il fabbricante, coadiuvato per alcune attività dall'Organismo notificato. Infine, la norma contiene la previsione di una procedura dedicata per i fabbricanti che operano in sistema di gestione qualità.

## Tipologia di apparecchiature in pressione
Rientrano nelle apparecchiature in pressione soggette alla PED le seguenti singole attrezzature e insiemi da queste composti:
- i recipienti: alloggiamenti progettati e costruiti per contenere fluidi pressurizzati quali compressori, autoclavi, condensatori, recipienti a gas o a vapore, reattori, scambiatori, sfere GPL, ecc.
- tubazioni intese come tubo o insieme di tubi in pressione destinati al trasporto dei fluidi compresi gli eventuali componenti sottoposti a pressione quali giunti di smontaggio, giunti di dilatazione, flange, raccordi, ecc.. Non sono comprese ad esempio le condotte idriche, per petrolio o gas (si veda punti seguenti);
- accessori in pressione: le valvole idrauliche come le saracinesche, le valvole a farfalla, le valvole a fuso, gli sfiati, le valvole di non ritorno, ecc.
- accessori di sicurezza: i dispositivi destinati alla protezione delle attrezzature in pressione contro il superamento dei limiti ammissibili; questi comprendono;
  - dispositivi di limitazione diretta della pressione: valvole di sicurezza, dispositivi a disco di rottura, aste pieghevoli, dispositivi di sicurezza pilotati per lo scarico pressione (CSPRS);
  - dispositivi di limitazione che attivano i sistemi di regolazione o che chiudono e disattivano l'attrezzatura: pressostati, termostati, interruttori di livello del fluido, dispositivi di misurazione, controllo e regolazione per la sicurezza (SRMCR);
- insiemi: sono costituiti da varie attrezzature in pressione assemblati da un fabbricante per costituire un tutto integrato e funzionale;

## Classificazione per livello di pericolosità
La PED impone ai fornitori di identificare il livello di pericolosità dell'apparecchiatura costruita. Essi sono tenuti a riconoscere i pericoli dovuti alla pressione e quindi a progettare e costruire l'apparecchiatura tenendo conto di tale analisi. Il livello di pericolosità è legato al concetto di energia immagazzinata nell'apparecchiatura.
L'energia immagazzinata è valutata sulla base dei seguenti parametri:
- dimensioni dell'apparecchiatura (volume V in litri nel caso di recipienti, diametro DN in mm nel caso di tubazioni);
- pressione massima ammissibile (PS): pressione massima in bar per la quale l'attrezzatura è progettata, secondo specifica del fabbricante;
- temperatura minima/massima ammissibile (TS): temperature minime/massime per le quali l'attrezzatura è stata progettata, secondo specifica dal fabbricante;
- fluido: gas, liquidi, vapori allo stato puro o loro miscele; si distinguono in:
  - fluidi di gruppo 1: pericolosi; rientrano in questo gruppo i fluidi:
    - esplosivi
    - tossici
    - infiammabili
    - comburenti

  - fluidi del gruppo 2: non pericolosi; fanno parte di questo gruppo tutti quelli che non rientrano nel gruppo 1.
- condizioni di esercizio e installazione.

In base all'Allegato II della Direttiva, in funzione della tipologia dell'attrezzatura in pressione (tubazione, recipiente, accessori), del gruppo di appartenenza del fluido (fluido pericoloso o non), dello stato fisico del fluido (gas, liquido) e del risultato del calcolo PS x V, nel caso di recipienti, e PS x DN, nel caso di tubazioni, esistono 9 tabelle attraverso le quali è possibile definire la categoria di rischio (I, II, III, IV) del componente, dell'attrezzatura o dell'insieme.
L'attrezzatura o l'insieme acquisiscono la categoria di rischio più severa tra le categorie di rischio delle attrezzature a pressione che ne fanno parte ad eccezione degli accessori di sicurezza i quali sono automaticamente classificati in IV categoria, che è quella di rischio massimo.
Per i recipienti e per le tubazioni risulta:
| Fluidi           | Recipienti | Tubazioni |
| ---------------- | ---------- | --------- |
| gas gruppo 1     | tabella 1  | tabella 6 |
| gas gruppo 2     | tabella 2  | tabella 7 |
| liquidi gruppo 1 | tabella 3  | tabella 8 |
| liquidi gruppo 2 | tabella 4  | tabella 9 |

Per le caldaie si fa riferimento alla tabella 5, per gli accessori di sicurezza alla tabella 4, e per gli altri la tabella pertinente.
A seconda della categoria di rischio della generica attrezzatura in pressione variano le procedure di certificazione CE per la Direttiva PED:
- nel caso di provati bassi limiti di pericolosità dell'attrezzatura (come previsto nell'articolo 3, comma 3 della Direttiva), non si deve apporre alcuna marcatura CE, perciò  si può mettere il prodotto sul mercato accompagnato dalle sole informazioni necessarie all'acquirente per un uso corretto dell'apparecchiatura stessa;
- corretta prassi costruttiva sufficiente (art.3 comma 3)
- per le categorie I, II, III o IV, è obbligatorio emettere la Dichiarazione di Conformità ed apporre il Marchio CE, operazione che, per le classi II, III e IV viene autorizzata dall'organismo notificato. Per poterla apporre il fabbricante deve seguire, in ogni fase realizzativa, prescrizioni sempre più impegnative al crescere della classe. Tali prescrizioni variano sulla base del prodotto fornito.

Per la categoria I, nella quale ricadono le apparecchiature meno pericolose, è obbligatoria la certificazione CE senza richiedere l'intervento dell'Organismo Notificato, infatti la PED ammette quella che si usa definire “auto-certificazione", cioè la marcatura CE dell'oggetto in base alla preparazione di un fascicolo tecnico - che dimostri come sono soddisfatti i requisiti essenziali di cui all'Allegato I della Direttiva e giustifichi anche l'appartenenza del prodotto alla I categoria - accompagnata da una Dichiarazione CE di Conformità emessa dal fabbricante e destinata all'acquirente.
Le richieste sono più onerose nelle classi superiori, fino alla classe IV infatti:
- per la categoria II è obbligatoria la certificazione CE tramite un organismo notificato, che senza entrare nel merito della progettazione, provvede anche ad effettuare la sorveglianza della produzione, nelle modalità scelte dal fabbricante;
- per la categoria III è obbligatoria la certificazione CE tramite un organismo notificato; quando il fabbricante non ha certificato anche il suo sistema qualità, inclusa la progettazione, è prevista anche l'esecuzione di prove approfondite sul prototipo da certificare CE;
- per la IV categoria di rischio si richiede il massimo livello di controllo della progettazione e della produzione; si fa riferimento agli accessori di sicurezza (in automatico), e agli insiemi costituiti da recipienti + tubazioni con l'utilizzo di fluidi pericolosi a pressioni elevate; la IV categoria non viene mai raggiunta in caso di fluidi di Gruppo 2 con tensione di vapore inferiore a 0,5 bar (es.: acqua con temperatura inferiore a 110 °C), qualsiasi sia la dimensione dell'apparecchiatura.

## Utilizzo dei prodotti PED
La direttiva 2014/68/UE riguarda solamente le attività produttive dell'attrezzatura a pressione e la sua libera vendita. L'utilizzo dell'attrezzatura non rientra direttamente nella direttiva europea ma ogni stato ha emanato specifiche normative per questo scopo. In Italia la norma che riguarda l'utilizzo delle attrezzature a pressione è il DM n°329 del 1-12-2004

## Esclusione dal campo di applicazione del PED
L'art. 1 del D.Lgs n.93/2000 riporta il campo di applicazione del D.Lgs.; il comma 3 elenca le attrezzature in pressione escluse dal campo di applicazione del PED; tra queste alla lett. a):
- le condotte comprendenti una tubazione o un sistema di tubazioni per il trasporto di qualsiasi fluido o sostanza da o verso un impianto, in mare aperto o sulla terra ferma, a partire dall'ultimo organo di isolamento situato nel perimetro dell'impianto, comprese tutte le attrezzature progettate e collegate specificatamente per la condotta, fatta eccezione per le attrezzature a pressione standard, quali quelle delle cabine di salto di pressione e delle centrali di spinta.

Da quanto sopra si evince che nel caso ad esempio di una condotta premente di un acquedotto, le tubazioni e apparecchiature interne all'impianto di sollevamento sono soggette a PED.

## Recepimento negli Stati UE

### Italia
In Italia la norma è stata recepita con il Decreto Legislativo n° 26/2016. Fino al 30 maggio 2002 è stato possibile continuare ad applicare la precedente normativa italiana.
Tutte le installazioni degli impianti a pressione assoggettati alla direttiva PED devono essere comunicate all'INAIL,  utilizzando il servizio telematico CIVA sul sito INAIL.